# Eleutherodactylus brevirostris
Espèce
Statut de conservation UICN

 CR A3c : 
En danger critique
Eleutherodactylus brevirostris est une espèce d'amphibiens de la famille des Eleutherodactylidae.

## Répartition
Cette espèce est endémique d'Haïti. Elle se rencontre de 575 à 2 375 m d'altitude dans le Massif de la Hotte.

## Description
Les femelles mesurent jusqu'à 28 mm.

## Publication originale
- Shreve, 1936 : A new Anolis and new Amphibia from Haiti. Proceedings of the New England Zoological Club, vol. 15, p. 93-99.